# سارا ارانی

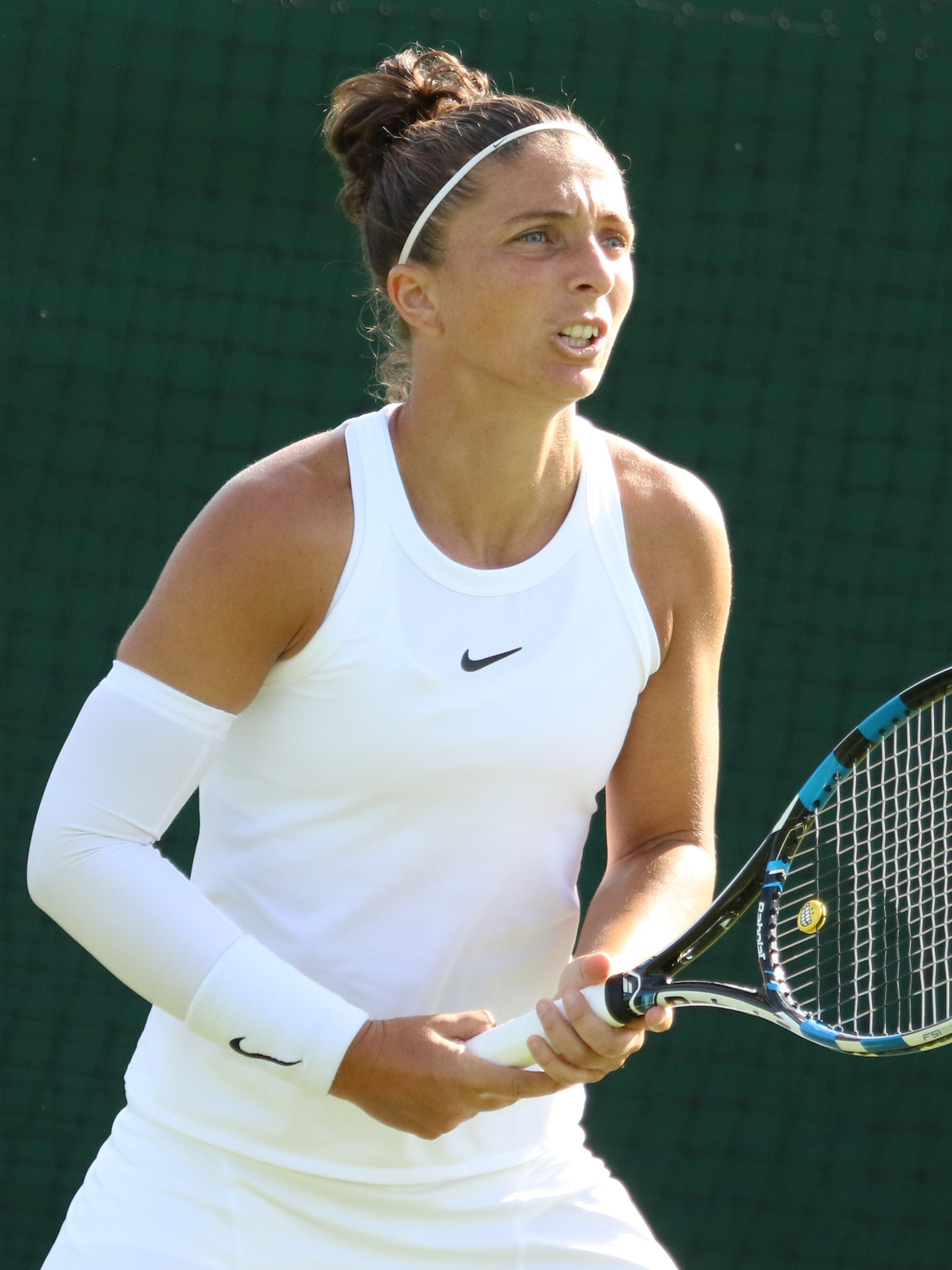
سارا ارانی

سارا ارانی (به ایتالیایی: Sara Erran) ‏ (۲۹ آوریل ۱۹۸۷ در بولونیای ایتالیا) تنیسباز حرفه‌ای ایتالیایی است که در آخرین رنکینگ جهانی تنیسورهای زن ۲۷ مه ۲۰۱۳ در رتبه پنجم دنیا و رتبه اول ایتالیا قرار دارد. او در رنکینگ تنیس دونفره هم به همراه روبرتا وینچی در رتبه اول دنیا قرار دارد.
اوج بازی ارانی در فصل ۲۰۱۲ بود که در کنار روبرتا وینچی هموطنش در تنیس دونفره دو گرند اسلم از چهار گرنداسلم تنیس دنیا را فتح کرد. او در تنیس دوبل تنیس آزاد فرانسه و آزاد آمریکا قهرمان شد و در تنیس انفرادی هم در اوپن فرانسه به فینال رسید و در اوپن آمریکا به نیمه‌نهایی رسید. او فصل ۲۰۱۳ را هم با قهرمانی در تنیس دونفره اوپن استرالیا آغاز کرد.
پدر سارا ارانی "جرجیو" و مادرش "فولویا" نام دارند. پدرش میوه‌فروش و مادرش داروساز هستند و در بولونیای ایتالیا اقامت دارند. همچین برادر وی "دیوید" نام دارد که یک فوتبالیست حرفه‌ای است. ارانی تا به حال بیش از شش میلیون دلار از مسابقات تنیس جایزه برده است. هرچند برخی رسانه‌های ایرانی او را ایرانی معرفی کرده و نام او را سارا ایرانی می‌نویسند اما هیچ نشانی از ایران در زندگینامه او وجود ندارد.